# 宵物語
『宵物語』（ヨイモノガタリ）は、西尾維新による青春怪異小説。〈物語〉シリーズの通巻24巻目として講談社BOXレーベルにて2018年6月に刊行された。イラストはVOFANが手掛けている。

## 概要
現代の怪異を描き、『終物語』にて完結し、オフシーズンを経て復活した〈物語〉シリーズ・モンスターシーズンの第二弾。
前作『忍物語』で話数がリセットされた第一話に続き、本作には第二話「まよいスネイル」、第三話「まよいスネイク」が収録される。
「まよいスネイル」では、大学一年生になった主人公・阿良々木暦（あららぎこよみ）が、八九寺真宵（はちくじまよい）、忍野忍（おしのしのぶ）、斧乃木余接（おののきよつぎ）と共に、小学生女児誘拐事件の真相究明へと導く。
「まよいスネイク」では、千石撫子（せんごくなでこ）から八九寺真宵への神権引き継ぎの儀式が執り行われる。
パッケージイラストにはお馴染みのピンク色のリュックサックを背負った八九寺真宵が描かれている。足元には蝸牛の殻が置かれている。八九寺真宵が表紙を飾るのは二回目。

## あらすじ

### まよいスネイル
国立曲直瀬（まなせ）大学へと進学した阿良々木暦は、母校である私立直江津（なおえつ）高校の一学年下の後輩・日傘星雨（ひがさほしあめ）から、とある小学生女児誘拐事件に関する相談を受ける。その失踪した少女・紅口孔雀（べにぐちくじゃく）のものと思われる歯が、自宅の郵便受けで発見されたと聞き、阿良々木暦は八九寺真宵、忍野忍、斧乃木余接と共に事件の真相解明へと乗り出す。

### まよいスネイク
怪異の専門家・影縫余弦（かげぬいよづる）の計らいで、北白蛇神社の元神様である千石撫子から現神様・八九寺真宵への神権引き継ぎの儀式が執り行われる。八九寺真宵と初対面した千石撫子は、神権譲渡のためにとある試練が課せられる。

## 登場人物
阿良々木 暦（あららぎ こよみ）
本シリーズの主人公。この春、国立曲直瀬大学数学科へと進学。高校三年生の春休みに吸血鬼となったが、現在はその力の大半が失われており、ほとんど人間に戻っている。大学入学後は幼馴染である老倉 育（おいくらそだち）のアパートに掃除に行ったり、同じ数学科の食飼命日子（はむかいめにこ）と遊んでいる。
八九寺 真宵（はちくじ まよい）
不在だった北白蛇神社の神になった永遠の小学五年生。トレードマークの髪型はツインテール。
忍野 忍（おしの しのぶ）
暦をかつて吸血鬼にした女吸血鬼。キスショット・アセロラオリオン・ハートアンダーブレードという名の怪異の王だったが、現在はその名と力の殆どを失っている。本作では599歳。
斧乃木 余接（おののき よつぎ）
死体から作り出された付喪神の童女。阿良々木家で等身大のぬいぐるみという設定で居座っている。
紅口 孔雀（べにぐち くじゃく）
私小学五年生で紅口雲雀の義妹。突如失踪する本作の中心人物の一人。
紅口 雲雀（べにぐち ひばり）
紅口孔雀の義姉。直江津高校の女子バスケットボール部OG・樟脳水戸乃の中学時代の先輩。
紅口 幹吉（べにぐち みきよし）
紅口雲雀の実父であり、紅口孔雀の義父。
紅口 豊子(べにぐち とよこ)
紅口孔雀の実母であり、紅口雲雀の義母。
神原 駿河（かんばる するが）
阿良々木暦の直江津高校時代の後輩で、現在三年生。かつては女子バスケットボール部を全国大会に導いたエースで、日傘星雨と樟脳水戸乃の同級生。
戦場ヶ原 ひたぎ（せんじょうがはら ひたぎ）
彼氏である阿良々木暦と同じ私立直江津高校を卒業し、国立曲直瀬大学に進学。現在女子寮に住む。
日傘 星雨（ひがさ ほしあめ)
神原駿河と同じ直江津高校の三年生の元女子バスケットボール部キャプテン。阿良々木暦に紅口孔雀失踪の件で相談を持ちかける。
樟脳 水戸乃（しょうのう みとの）
直江津高校の女子バスケットボール部OG。紅口雲雀の友達。
千石 撫子（せんごく なでこ）
元北白蛇神社の神様。現在は漫画家を目指す中学三年生。
影縫 余弦（かげぬいよづる）
不死の怪異を専門とする専門家。式神である斧乃木余接の主人でもある。通称・暴力陰陽師。斧乃木余接という死体を蘇らせたことで下半身に呪いがかかり、現在地面を普通には歩けない。本作では千石撫子から八九寺真宵への神権譲渡の儀式を取り計らう。
臥煙 伊豆湖（がえんいずこ）
怪異の専門家の元締め。忍野メメや貝木泥舟といった怪異の専門家達の大学時代の先輩にあたり、何でも見抜いて「何でも知っている」と言ってのける女性。

## 書籍
- 西尾維新（著） / VOFAN（イラスト） 『宵物語』 講談社〈講談社BOX〉、2018年6月14日第1刷発行（同日発売[1]）、ISBN 978-4-06-511992-1